# Peperomia villarrealii
Peperomia villarrealii är en pepparväxtart som beskrevs av Truman George Yuncker. Peperomia villarrealii ingår i släktet peperomior, och familjen pepparväxter. Inga underarter finns listade i Catalogue of Life.